# Sara Blengsli Kværnø
Sara Blengsli Kværnø (ur. 28 lipca 1982) – norweska badmintonistka, olimpijka.
Zawodniczka reprezentowała swój kraj na igrzyskach w Londynie. Brała udział w grze pojedynczej kobiet - zajęła 33. miejsce.